# Нападение (шахматы)
Нападе́ние в шахматах — создание угрозы взять неприятельскую фигуру. Считается, что фигура нападает на фигуру соперника, если в соответствии с правилами первая фигура может взять вторую на том поле, на котором та находится. Тактический элемент атаки.

## Разновидности нападений
Существуют немалое количество разнообразных нападений.
| Нападение на фигуру                | Нападение на короля   | Частный случай                   |
| ---------------------------------- | --------------------- | -------------------------------- |
| Прямое нападение                   | Шах                   | Гарде (нападение на ферзя)       |
| Вечное нападение                   | Вечный шах            | Взаимное, попеременное нападение |
| Встречное нападение                | Перекрёстный шах      | Контрудар                        |
| Двойное нападение                  | Двойной шах           | Вилка                            |
| Комбинированное нападение          | Мат                   |                                  |
| Нападение развязыванием            | Возможен открытый шах |                                  |
| Открытое нападение                 | Открытый шах          | Двойной шах                      |
| Связка                             |                       | Связывание и привязывание        |
| Сквозное нападение (линейный удар) | Сквозной шах          |                                  |

## Прямое нападение
|   | a | b | c | d | e | f | g | h |   |
| - | --- | --- | --- | --- | --- | --- | --- | --- | - |
| 8 | c8 чёрная ладья · a7 чёрная ладья · f7 чёрная пешка · g7 чёрный король · h7 чёрная пешка · f6 чёрный конь · g6 чёрная пешка · a3 белый слон · b3 белая ладья · f2 белая пешка · g2 белая пешка · h2 белая пешка · c1 белая ладья · g1 белый король | c8 чёрная ладья · a7 чёрная ладья · f7 чёрная пешка · g7 чёрный король · h7 чёрная пешка · f6 чёрный конь · g6 чёрная пешка · a3 белый слон · b3 белая ладья · f2 белая пешка · g2 белая пешка · h2 белая пешка · c1 белая ладья · g1 белый король | c8 чёрная ладья · a7 чёрная ладья · f7 чёрная пешка · g7 чёрный король · h7 чёрная пешка · f6 чёрный конь · g6 чёрная пешка · a3 белый слон · b3 белая ладья · f2 белая пешка · g2 белая пешка · h2 белая пешка · c1 белая ладья · g1 белый король | c8 чёрная ладья · a7 чёрная ладья · f7 чёрная пешка · g7 чёрный король · h7 чёрная пешка · f6 чёрный конь · g6 чёрная пешка · a3 белый слон · b3 белая ладья · f2 белая пешка · g2 белая пешка · h2 белая пешка · c1 белая ладья · g1 белый король | c8 чёрная ладья · a7 чёрная ладья · f7 чёрная пешка · g7 чёрный король · h7 чёрная пешка · f6 чёрный конь · g6 чёрная пешка · a3 белый слон · b3 белая ладья · f2 белая пешка · g2 белая пешка · h2 белая пешка · c1 белая ладья · g1 белый король | c8 чёрная ладья · a7 чёрная ладья · f7 чёрная пешка · g7 чёрный король · h7 чёрная пешка · f6 чёрный конь · g6 чёрная пешка · a3 белый слон · b3 белая ладья · f2 белая пешка · g2 белая пешка · h2 белая пешка · c1 белая ладья · g1 белый король | c8 чёрная ладья · a7 чёрная ладья · f7 чёрная пешка · g7 чёрный король · h7 чёрная пешка · f6 чёрный конь · g6 чёрная пешка · a3 белый слон · b3 белая ладья · f2 белая пешка · g2 белая пешка · h2 белая пешка · c1 белая ладья · g1 белый король | c8 чёрная ладья · a7 чёрная ладья · f7 чёрная пешка · g7 чёрный король · h7 чёрная пешка · f6 чёрный конь · g6 чёрная пешка · a3 белый слон · b3 белая ладья · f2 белая пешка · g2 белая пешка · h2 белая пешка · c1 белая ладья · g1 белый король | 8 |
| 7 | c8 чёрная ладья · a7 чёрная ладья · f7 чёрная пешка · g7 чёрный король · h7 чёрная пешка · f6 чёрный конь · g6 чёрная пешка · a3 белый слон · b3 белая ладья · f2 белая пешка · g2 белая пешка · h2 белая пешка · c1 белая ладья · g1 белый король | c8 чёрная ладья · a7 чёрная ладья · f7 чёрная пешка · g7 чёрный король · h7 чёрная пешка · f6 чёрный конь · g6 чёрная пешка · a3 белый слон · b3 белая ладья · f2 белая пешка · g2 белая пешка · h2 белая пешка · c1 белая ладья · g1 белый король | c8 чёрная ладья · a7 чёрная ладья · f7 чёрная пешка · g7 чёрный король · h7 чёрная пешка · f6 чёрный конь · g6 чёрная пешка · a3 белый слон · b3 белая ладья · f2 белая пешка · g2 белая пешка · h2 белая пешка · c1 белая ладья · g1 белый король | c8 чёрная ладья · a7 чёрная ладья · f7 чёрная пешка · g7 чёрный король · h7 чёрная пешка · f6 чёрный конь · g6 чёрная пешка · a3 белый слон · b3 белая ладья · f2 белая пешка · g2 белая пешка · h2 белая пешка · c1 белая ладья · g1 белый король | c8 чёрная ладья · a7 чёрная ладья · f7 чёрная пешка · g7 чёрный король · h7 чёрная пешка · f6 чёрный конь · g6 чёрная пешка · a3 белый слон · b3 белая ладья · f2 белая пешка · g2 белая пешка · h2 белая пешка · c1 белая ладья · g1 белый король | c8 чёрная ладья · a7 чёрная ладья · f7 чёрная пешка · g7 чёрный король · h7 чёрная пешка · f6 чёрный конь · g6 чёрная пешка · a3 белый слон · b3 белая ладья · f2 белая пешка · g2 белая пешка · h2 белая пешка · c1 белая ладья · g1 белый король | c8 чёрная ладья · a7 чёрная ладья · f7 чёрная пешка · g7 чёрный король · h7 чёрная пешка · f6 чёрный конь · g6 чёрная пешка · a3 белый слон · b3 белая ладья · f2 белая пешка · g2 белая пешка · h2 белая пешка · c1 белая ладья · g1 белый король | c8 чёрная ладья · a7 чёрная ладья · f7 чёрная пешка · g7 чёрный король · h7 чёрная пешка · f6 чёрный конь · g6 чёрная пешка · a3 белый слон · b3 белая ладья · f2 белая пешка · g2 белая пешка · h2 белая пешка · c1 белая ладья · g1 белый король | 7 |
| 6 | c8 чёрная ладья · a7 чёрная ладья · f7 чёрная пешка · g7 чёрный король · h7 чёрная пешка · f6 чёрный конь · g6 чёрная пешка · a3 белый слон · b3 белая ладья · f2 белая пешка · g2 белая пешка · h2 белая пешка · c1 белая ладья · g1 белый король | c8 чёрная ладья · a7 чёрная ладья · f7 чёрная пешка · g7 чёрный король · h7 чёрная пешка · f6 чёрный конь · g6 чёрная пешка · a3 белый слон · b3 белая ладья · f2 белая пешка · g2 белая пешка · h2 белая пешка · c1 белая ладья · g1 белый король | c8 чёрная ладья · a7 чёрная ладья · f7 чёрная пешка · g7 чёрный король · h7 чёрная пешка · f6 чёрный конь · g6 чёрная пешка · a3 белый слон · b3 белая ладья · f2 белая пешка · g2 белая пешка · h2 белая пешка · c1 белая ладья · g1 белый король | c8 чёрная ладья · a7 чёрная ладья · f7 чёрная пешка · g7 чёрный король · h7 чёрная пешка · f6 чёрный конь · g6 чёрная пешка · a3 белый слон · b3 белая ладья · f2 белая пешка · g2 белая пешка · h2 белая пешка · c1 белая ладья · g1 белый король | c8 чёрная ладья · a7 чёрная ладья · f7 чёрная пешка · g7 чёрный король · h7 чёрная пешка · f6 чёрный конь · g6 чёрная пешка · a3 белый слон · b3 белая ладья · f2 белая пешка · g2 белая пешка · h2 белая пешка · c1 белая ладья · g1 белый король | c8 чёрная ладья · a7 чёрная ладья · f7 чёрная пешка · g7 чёрный король · h7 чёрная пешка · f6 чёрный конь · g6 чёрная пешка · a3 белый слон · b3 белая ладья · f2 белая пешка · g2 белая пешка · h2 белая пешка · c1 белая ладья · g1 белый король | c8 чёрная ладья · a7 чёрная ладья · f7 чёрная пешка · g7 чёрный король · h7 чёрная пешка · f6 чёрный конь · g6 чёрная пешка · a3 белый слон · b3 белая ладья · f2 белая пешка · g2 белая пешка · h2 белая пешка · c1 белая ладья · g1 белый король | c8 чёрная ладья · a7 чёрная ладья · f7 чёрная пешка · g7 чёрный король · h7 чёрная пешка · f6 чёрный конь · g6 чёрная пешка · a3 белый слон · b3 белая ладья · f2 белая пешка · g2 белая пешка · h2 белая пешка · c1 белая ладья · g1 белый король | 6 |
| 5 | c8 чёрная ладья · a7 чёрная ладья · f7 чёрная пешка · g7 чёрный король · h7 чёрная пешка · f6 чёрный конь · g6 чёрная пешка · a3 белый слон · b3 белая ладья · f2 белая пешка · g2 белая пешка · h2 белая пешка · c1 белая ладья · g1 белый король | c8 чёрная ладья · a7 чёрная ладья · f7 чёрная пешка · g7 чёрный король · h7 чёрная пешка · f6 чёрный конь · g6 чёрная пешка · a3 белый слон · b3 белая ладья · f2 белая пешка · g2 белая пешка · h2 белая пешка · c1 белая ладья · g1 белый король | c8 чёрная ладья · a7 чёрная ладья · f7 чёрная пешка · g7 чёрный король · h7 чёрная пешка · f6 чёрный конь · g6 чёрная пешка · a3 белый слон · b3 белая ладья · f2 белая пешка · g2 белая пешка · h2 белая пешка · c1 белая ладья · g1 белый король | c8 чёрная ладья · a7 чёрная ладья · f7 чёрная пешка · g7 чёрный король · h7 чёрная пешка · f6 чёрный конь · g6 чёрная пешка · a3 белый слон · b3 белая ладья · f2 белая пешка · g2 белая пешка · h2 белая пешка · c1 белая ладья · g1 белый король | c8 чёрная ладья · a7 чёрная ладья · f7 чёрная пешка · g7 чёрный король · h7 чёрная пешка · f6 чёрный конь · g6 чёрная пешка · a3 белый слон · b3 белая ладья · f2 белая пешка · g2 белая пешка · h2 белая пешка · c1 белая ладья · g1 белый король | c8 чёрная ладья · a7 чёрная ладья · f7 чёрная пешка · g7 чёрный король · h7 чёрная пешка · f6 чёрный конь · g6 чёрная пешка · a3 белый слон · b3 белая ладья · f2 белая пешка · g2 белая пешка · h2 белая пешка · c1 белая ладья · g1 белый король | c8 чёрная ладья · a7 чёрная ладья · f7 чёрная пешка · g7 чёрный король · h7 чёрная пешка · f6 чёрный конь · g6 чёрная пешка · a3 белый слон · b3 белая ладья · f2 белая пешка · g2 белая пешка · h2 белая пешка · c1 белая ладья · g1 белый король | c8 чёрная ладья · a7 чёрная ладья · f7 чёрная пешка · g7 чёрный король · h7 чёрная пешка · f6 чёрный конь · g6 чёрная пешка · a3 белый слон · b3 белая ладья · f2 белая пешка · g2 белая пешка · h2 белая пешка · c1 белая ладья · g1 белый король | 5 |
| 4 | c8 чёрная ладья · a7 чёрная ладья · f7 чёрная пешка · g7 чёрный король · h7 чёрная пешка · f6 чёрный конь · g6 чёрная пешка · a3 белый слон · b3 белая ладья · f2 белая пешка · g2 белая пешка · h2 белая пешка · c1 белая ладья · g1 белый король | c8 чёрная ладья · a7 чёрная ладья · f7 чёрная пешка · g7 чёрный король · h7 чёрная пешка · f6 чёрный конь · g6 чёрная пешка · a3 белый слон · b3 белая ладья · f2 белая пешка · g2 белая пешка · h2 белая пешка · c1 белая ладья · g1 белый король | c8 чёрная ладья · a7 чёрная ладья · f7 чёрная пешка · g7 чёрный король · h7 чёрная пешка · f6 чёрный конь · g6 чёрная пешка · a3 белый слон · b3 белая ладья · f2 белая пешка · g2 белая пешка · h2 белая пешка · c1 белая ладья · g1 белый король | c8 чёрная ладья · a7 чёрная ладья · f7 чёрная пешка · g7 чёрный король · h7 чёрная пешка · f6 чёрный конь · g6 чёрная пешка · a3 белый слон · b3 белая ладья · f2 белая пешка · g2 белая пешка · h2 белая пешка · c1 белая ладья · g1 белый король | c8 чёрная ладья · a7 чёрная ладья · f7 чёрная пешка · g7 чёрный король · h7 чёрная пешка · f6 чёрный конь · g6 чёрная пешка · a3 белый слон · b3 белая ладья · f2 белая пешка · g2 белая пешка · h2 белая пешка · c1 белая ладья · g1 белый король | c8 чёрная ладья · a7 чёрная ладья · f7 чёрная пешка · g7 чёрный король · h7 чёрная пешка · f6 чёрный конь · g6 чёрная пешка · a3 белый слон · b3 белая ладья · f2 белая пешка · g2 белая пешка · h2 белая пешка · c1 белая ладья · g1 белый король | c8 чёрная ладья · a7 чёрная ладья · f7 чёрная пешка · g7 чёрный король · h7 чёрная пешка · f6 чёрный конь · g6 чёрная пешка · a3 белый слон · b3 белая ладья · f2 белая пешка · g2 белая пешка · h2 белая пешка · c1 белая ладья · g1 белый король | c8 чёрная ладья · a7 чёрная ладья · f7 чёрная пешка · g7 чёрный король · h7 чёрная пешка · f6 чёрный конь · g6 чёрная пешка · a3 белый слон · b3 белая ладья · f2 белая пешка · g2 белая пешка · h2 белая пешка · c1 белая ладья · g1 белый король | 4 |
| 3 | c8 чёрная ладья · a7 чёрная ладья · f7 чёрная пешка · g7 чёрный король · h7 чёрная пешка · f6 чёрный конь · g6 чёрная пешка · a3 белый слон · b3 белая ладья · f2 белая пешка · g2 белая пешка · h2 белая пешка · c1 белая ладья · g1 белый король | c8 чёрная ладья · a7 чёрная ладья · f7 чёрная пешка · g7 чёрный король · h7 чёрная пешка · f6 чёрный конь · g6 чёрная пешка · a3 белый слон · b3 белая ладья · f2 белая пешка · g2 белая пешка · h2 белая пешка · c1 белая ладья · g1 белый король | c8 чёрная ладья · a7 чёрная ладья · f7 чёрная пешка · g7 чёрный король · h7 чёрная пешка · f6 чёрный конь · g6 чёрная пешка · a3 белый слон · b3 белая ладья · f2 белая пешка · g2 белая пешка · h2 белая пешка · c1 белая ладья · g1 белый король | c8 чёрная ладья · a7 чёрная ладья · f7 чёрная пешка · g7 чёрный король · h7 чёрная пешка · f6 чёрный конь · g6 чёрная пешка · a3 белый слон · b3 белая ладья · f2 белая пешка · g2 белая пешка · h2 белая пешка · c1 белая ладья · g1 белый король | c8 чёрная ладья · a7 чёрная ладья · f7 чёрная пешка · g7 чёрный король · h7 чёрная пешка · f6 чёрный конь · g6 чёрная пешка · a3 белый слон · b3 белая ладья · f2 белая пешка · g2 белая пешка · h2 белая пешка · c1 белая ладья · g1 белый король | c8 чёрная ладья · a7 чёрная ладья · f7 чёрная пешка · g7 чёрный король · h7 чёрная пешка · f6 чёрный конь · g6 чёрная пешка · a3 белый слон · b3 белая ладья · f2 белая пешка · g2 белая пешка · h2 белая пешка · c1 белая ладья · g1 белый король | c8 чёрная ладья · a7 чёрная ладья · f7 чёрная пешка · g7 чёрный король · h7 чёрная пешка · f6 чёрный конь · g6 чёрная пешка · a3 белый слон · b3 белая ладья · f2 белая пешка · g2 белая пешка · h2 белая пешка · c1 белая ладья · g1 белый король | c8 чёрная ладья · a7 чёрная ладья · f7 чёрная пешка · g7 чёрный король · h7 чёрная пешка · f6 чёрный конь · g6 чёрная пешка · a3 белый слон · b3 белая ладья · f2 белая пешка · g2 белая пешка · h2 белая пешка · c1 белая ладья · g1 белый король | 3 |
| 2 | c8 чёрная ладья · a7 чёрная ладья · f7 чёрная пешка · g7 чёрный король · h7 чёрная пешка · f6 чёрный конь · g6 чёрная пешка · a3 белый слон · b3 белая ладья · f2 белая пешка · g2 белая пешка · h2 белая пешка · c1 белая ладья · g1 белый король | c8 чёрная ладья · a7 чёрная ладья · f7 чёрная пешка · g7 чёрный король · h7 чёрная пешка · f6 чёрный конь · g6 чёрная пешка · a3 белый слон · b3 белая ладья · f2 белая пешка · g2 белая пешка · h2 белая пешка · c1 белая ладья · g1 белый король | c8 чёрная ладья · a7 чёрная ладья · f7 чёрная пешка · g7 чёрный король · h7 чёрная пешка · f6 чёрный конь · g6 чёрная пешка · a3 белый слон · b3 белая ладья · f2 белая пешка · g2 белая пешка · h2 белая пешка · c1 белая ладья · g1 белый король | c8 чёрная ладья · a7 чёрная ладья · f7 чёрная пешка · g7 чёрный король · h7 чёрная пешка · f6 чёрный конь · g6 чёрная пешка · a3 белый слон · b3 белая ладья · f2 белая пешка · g2 белая пешка · h2 белая пешка · c1 белая ладья · g1 белый король | c8 чёрная ладья · a7 чёрная ладья · f7 чёрная пешка · g7 чёрный король · h7 чёрная пешка · f6 чёрный конь · g6 чёрная пешка · a3 белый слон · b3 белая ладья · f2 белая пешка · g2 белая пешка · h2 белая пешка · c1 белая ладья · g1 белый король | c8 чёрная ладья · a7 чёрная ладья · f7 чёрная пешка · g7 чёрный король · h7 чёрная пешка · f6 чёрный конь · g6 чёрная пешка · a3 белый слон · b3 белая ладья · f2 белая пешка · g2 белая пешка · h2 белая пешка · c1 белая ладья · g1 белый король | c8 чёрная ладья · a7 чёрная ладья · f7 чёрная пешка · g7 чёрный король · h7 чёрная пешка · f6 чёрный конь · g6 чёрная пешка · a3 белый слон · b3 белая ладья · f2 белая пешка · g2 белая пешка · h2 белая пешка · c1 белая ладья · g1 белый король | c8 чёрная ладья · a7 чёрная ладья · f7 чёрная пешка · g7 чёрный король · h7 чёрная пешка · f6 чёрный конь · g6 чёрная пешка · a3 белый слон · b3 белая ладья · f2 белая пешка · g2 белая пешка · h2 белая пешка · c1 белая ладья · g1 белый король | 2 |
| 1 | c8 чёрная ладья · a7 чёрная ладья · f7 чёрная пешка · g7 чёрный король · h7 чёрная пешка · f6 чёрный конь · g6 чёрная пешка · a3 белый слон · b3 белая ладья · f2 белая пешка · g2 белая пешка · h2 белая пешка · c1 белая ладья · g1 белый король | c8 чёрная ладья · a7 чёрная ладья · f7 чёрная пешка · g7 чёрный король · h7 чёрная пешка · f6 чёрный конь · g6 чёрная пешка · a3 белый слон · b3 белая ладья · f2 белая пешка · g2 белая пешка · h2 белая пешка · c1 белая ладья · g1 белый король | c8 чёрная ладья · a7 чёрная ладья · f7 чёрная пешка · g7 чёрный король · h7 чёрная пешка · f6 чёрный конь · g6 чёрная пешка · a3 белый слон · b3 белая ладья · f2 белая пешка · g2 белая пешка · h2 белая пешка · c1 белая ладья · g1 белый король | c8 чёрная ладья · a7 чёрная ладья · f7 чёрная пешка · g7 чёрный король · h7 чёрная пешка · f6 чёрный конь · g6 чёрная пешка · a3 белый слон · b3 белая ладья · f2 белая пешка · g2 белая пешка · h2 белая пешка · c1 белая ладья · g1 белый король | c8 чёрная ладья · a7 чёрная ладья · f7 чёрная пешка · g7 чёрный король · h7 чёрная пешка · f6 чёрный конь · g6 чёрная пешка · a3 белый слон · b3 белая ладья · f2 белая пешка · g2 белая пешка · h2 белая пешка · c1 белая ладья · g1 белый король | c8 чёрная ладья · a7 чёрная ладья · f7 чёрная пешка · g7 чёрный король · h7 чёрная пешка · f6 чёрный конь · g6 чёрная пешка · a3 белый слон · b3 белая ладья · f2 белая пешка · g2 белая пешка · h2 белая пешка · c1 белая ладья · g1 белый король | c8 чёрная ладья · a7 чёрная ладья · f7 чёрная пешка · g7 чёрный король · h7 чёрная пешка · f6 чёрный конь · g6 чёрная пешка · a3 белый слон · b3 белая ладья · f2 белая пешка · g2 белая пешка · h2 белая пешка · c1 белая ладья · g1 белый король | c8 чёрная ладья · a7 чёрная ладья · f7 чёрная пешка · g7 чёрный король · h7 чёрная пешка · f6 чёрный конь · g6 чёрная пешка · a3 белый слон · b3 белая ладья · f2 белая пешка · g2 белая пешка · h2 белая пешка · c1 белая ладья · g1 белый король | 1 |
|   | a | b | c | d | e | f | g | h |   |

Ввиду того, что нападений в шахматах множество, прямым нападением называют собственно само нападение без добавления условий к определению.
Особыми случаями прямого нападения является:
- шах — нападение на короля.
- гарде́ (фр. gardez «берегите(сь)») — устаревшее название нападения на ферзя. Раньше считалось обязательным произносить «гарде», если оно было совершено, но в современных шахматах такое правило уже не используется.

### Способы защиты
Способы защиты от прямого нападению на фигуру (в скобках пример на диаграмме):
1. уничтожение атакующей фигуры (1... Л:с1+)
  1. атакованной фигурой
  2. другой фигурой
2. уход атакованной фигуры из-под удара неприятельской (1... Л~8)
3. перекрытие линии действия атакующей фигуры (1... Лас7)
4. защита атакованной фигуры другой своей фигурой (1... Л7а8)
5. контратака какой-нибудь своей фигурой на равноценную или более ценную неприятельскую фигуру или на другой важный объект. В особенности эффективен контрудар. (1... Л:а3)

Если атакован король, то у него возможны только первые три способа защиты. (см. Выход из шаха)

## Вечное нападение
| d8             | e8              | f8 стрелка вверх-вниз | g8              | h8 чёрный ферзь  |
| d7             | e7 белый король | f7 белая ладья        | g7              | h7               |
| d6             | e6              | f6 чёрная пешка       | g6 чёрная пешка | h6 чёрный король |
| d5 белая пешка | e5              | f5                    | g5              | h5               |
| d4             | e4 белая пешка  | f4                    | g4              | h4               |

Вечное нападение — слабейшая сторона спасается путём непрерывного преследования одной или нескольких фигур соперника, лишая его тем самым необходимого темпа, чтобы использовать свой материальный и/или позиционный перевес.
Различают несколько разновидностей «вечного нападения»: «вечный шах», взаимное нападение и попеременное нападение.

## Встречное нападение
| d8 чёрная ладья | e8 | f8 чёрный слон | g8              | h8 чёрный король |
| d7              | e7 | f7             | g7 чёрная пешка | h7               |
| d6 чёрная ладья | e6 | f6             | g6              | h6               |
| d5              | e5 | f5             | g5              | h5               |
| d4 белая ладья  | e4 | f4 белая ладья | g4              | h4               |

Встречное нападение — выше рассмотренный пятый способ защиты от прямого нападения на фигуру. Встречается:
- без взятия.
- со взятием. Такое встречное нападение будет называться контрудар, который, как правило, эффективнее встречного нападения без взятия.

В шахматной практике возможен также встречный или перекрёстный шах.

## Двойное нападение
Двойное нападение — частный случай двойного удара. Одно из действенных средств атаки в шахматах. Проявляется в таких формах:
1. вилка — фигура или пешка одновременно атакует две фигуры соперника,
2. две фигуры одновременно атакуют две фигуры соперника.
3. две фигуры одновременно атакуют фигуру соперника.

В двух первых случаях эффективность двойного нападения определяется шахматными правилами: за один ход можно увести из-под атаки лишь одну фигуру.
В третьем случае — защищающаяся сторона имеет единственный способ защиты — отход фигуры.
Однако двойное нападение может оказаться и неэффективным, если выходящая из-под атаки фигура совершает в свою очередь нападение.
Двойное нападение на короля называется двойной шах, которое также всегда является и открытым нападением.  

### Примеры трёх случаев двойного нападения
| d8 чёрный ферзь | e8 | f8            | g8 | h8 чёрный король |
| d7              | e7 | f7 белый конь | g7 | h7               |
| d6              | e6 | f6            | g6 | h6               |
| d5              | e5 | f5            | g5 | h5               |
| d4              | e4 | f4            | g4 | h4               |

| d8            | e8 | f8 чёрная ладья | g8 | h8 чёрная ладья |
| d7 белый конь | e7 | f7              | g7 | h7              |
| d6            | e6 | f6              | g6 | h6              |
| d5            | e5 | f5              | g5 | h5              |
| d4 белый слон | e4 | f4              | g4 | h4              |

| d8 | e8 | f8              | g8 чёрный король | h8 чёрный конь |
| d7 | e7 | f7 чёрная пешка | g7               | h7             |
| d6 | e6 | f6 белый слон   | g6 чёрная пешка  | h6             |
| d5 | e5 | f5              | g5               | h5             |
| d4 | e4 | f4              | g4               | h4 белая ладья |

## Комбинированное нападение
| d8 | e8            | f8              | g8              | h8 чёрный конь |
| d7 | e7            | f7 чёрный крест | g7              | h7             |
| d6 | e6            | f6 белый слон   | g6 чёрный крест | h6             |
| d5 | e5 белый конь | f5              | g5              | h5             |
| d4 | e4            | f4              | g4              | h4             |

Комбинированное нападение — сложная форма тактического взаимодействия фигур в атаке, сочетающая нападение и ограничение, при которых атакованную фигуру нельзя:
- ни защитить,
- ни увести из-под удара.

Если комбинированное нападение совершено на короля, ему объявляется мат.
Также под комбинированным нападением иногда понимают одновременное нападение нескольких фигур.

## Нападение развязыванием
| d8               | e8 | f8              | g8 чёрный слон | h8              |
| d7               | e7 | f7 чёрная пешка | g7             | h7              |
| d6 чёрный король | e6 | f6              | g6             | h6              |
| d5 чёрная ладья  | e5 | f5              | g5 белая ладья | h5 белый король |
| d4               | e4 | f4 белая пешка  | g4 белая пешка | h4              |

Нападение развязыванием — нападение фигурой, освобожденной из-под связки. Развязывание может происходить двумя способами:
- связанная фигура сама уходит из-под связки.
- перекрывается линия связки другой фигурой или пешкой.

## Открытое нападение
| d8            | e8             | f8 | g8 чёрный конь | h8 чёрная ладья |
| d7            | e7             | f7 | g7             | h7 чёрная пешка |
| d6            | e6             | f6 | g6             | h6              |
| d5            | e5 белая пешка | f5 | g5             | h5              |
| d4 белый слон | e4             | f4 | g4             | h4              |

Открытое (вскрытое) нападение — тактический приём: в результате ухода фигуры или пешки открывается линия действия другой обязательно дальнобойной фигуры этого же цвета, создающей угрозу неприятельскому объекту. Условие открытого нападения — наличие засады.
Открытый (вскрытый) шах — открытое нападение на короля. Особым тактическим приёмом открытого шаха является «мельница».

## Связка
| a8 чёрный король | b8              | c8 | d8 | e8             |
| a7 чёрный слон   | b7 чёрная ладья | c7 | d7 | e7             |
| a6               | b6              | c6 | d6 | e6             |
| a5 белый король  | b5              | c5 | d5 | e5             |
| a4               | b4              | c4 | d4 | e4 белый ферзь |

Связка — нападение дальнобойной фигуры на неприятельскую фигуру (или пешку), за которой на линии нападения (линии связки) расположена другая неприятельская фигура (равнозначная либо более ценная) или какой-либо важный пункт.

## Сквозное нападение
| a8 чёрная ладья | b8 | c8              | d8 | e8            |
| a7              | b7 | c7              | d7 | e7            |
| a6              | b6 | c6 чёрная ладья | d6 | e6            |
| a5              | b5 | c5              | d5 | e5            |
| a4              | b4 | c4              | d4 | e4 белый слон |

Сквозное нападение или линейный удар — нападение дальнобойной фигурой на неприятельскую, за которой на линии действия расположена другая равная или менее ценная неприятельская фигура.
Сквозной шах — сквозное нападение на короля. 